# I Don't Wanna Wait
I Don't Wanna Wait è un singolo del DJ francese David Guetta e del gruppo musicale statunitense OneRepublic, pubblicato il 5 aprile 2024 come sesto estratto dal sesto album in studio degli OneRepublic Artificial Paradise.

## Descrizione
Il singolo, scritto da Michael Pollack, Ryan Tedder, Aldae, Josh Varnadore, Brent Kutzle, David Guetta, Jakke Erixson, Timofey Reznikov e Tyler Spry (con gli ultimi cinque che lo hanno anche prodotto), interpola la melodia del brano Dragostea din tei del gruppo musicale O-Zone. Per tale ragione, anche Dan Bălan, scrittore e compositore della canzone originale, compare nei crediti nel brano.

## Video musicale
Il video musicale, diretto da Isaac Rentz, è stato pubblicato sul canale YouTube di Guetta il 25 aprile 2024. Le riprese del video sono intervallate da una storia d'amore estiva di due giovani festaioli che si imbarcano in una notte da ricordare.

## Tracce
Testi e musiche di Michael Pollack, Ryan Tedder, Aldae, Dan Bălan, Josh Varnadore, Brent Kutzle, David Guetta, Jakke Erixson, Timofey Reznikov e Tyler Spry.
Download digitale, streaming – 1ª versione
1. I Don't Wanna Wait – 2:30
2. I Don't Wanna Wait (Extended) – 3:27

Download digitale, streaming – 2ª versione
1. I Don't Wanna Wait (Hardwell & Olly James Remix) – 3:03
2. I Don't Wanna Wait (Hardwell & Olly James Remix) (Extended) – 4:00

## Classifiche

### Classifiche settimanali
| Classifica (2024) | Posizione massima |
| ----------------- | ----------------- |
| Austria           | 8                 |
| Belgio (Fiandre)  | 10                |
| Belgio (Vallonia) | 4                 |
| Bielorussia       | 15                |
| Bulgaria          | 4                 |
| Canada            | 27                |
| Danimarca         | 19                |
| Estonia           | 4                 |
| Francia           | 13                |
| Germania          | 10                |
| Grecia            | 32                |
| Irlanda           | 18                |
| Italia            | 70                |
| Kazakistan        | 10                |
| Lituania          | 53                |
| Lussemburgo       | 5                 |
| Moldavia          | 11                |
| Norvegia          | 19                |
| Paesi Bassi       | 12                |
| Polonia           | 41                |
| Portogallo        | 65                |
| Regno Unito       | 19                |
| Repubblica Ceca   | 23                |
| Romania           | 5                 |
| Russia            | 6                 |
| Slovacchia        | 31                |
| Spagna            | 83                |
| Stati Uniti       | 96                |
| Svezia            | 12                |
| Svizzera          | 7                 |
| Ucraina           | 45                |

### Classifiche di fine anno
| Classifica (2024) | Posizione |
| ----------------- | --------- |
| Austria           | 21        |
| Bielorussia       | 48        |
| Canada            | 48        |
| Danimarca         | 45        |
| Estonia           | 10        |
| Francia           | 50        |
| Germania          | 22        |
| Kazakistan        | 120       |
| Paesi Bassi       | 31        |
| Regno Unito       | 59        |
| Russia            | 83        |
| Svezia            | 37        |
| Svizzera          | 20        |
| Ucraina           | 146       |